# Archanara brunneoochrascens
Archanara brunneoochrascens là một loài bướm đêm trong họ Noctuidae.